# Maillot (Tour de Francia)
Maillot ("jersey" en francés) es un término usado para distinguir a los diferentes líderes de las diversas clasificaciones en el Tour de Francia.

## Maillot amarillo

El maillot amarillo (en francés maillot jaune, cuya pronunciación es [majo ʒoːn]) es la prenda portada por el ciclista que lidera el Tour de Francia. Esto permite que sea identificado en las etapas en las que lo porta como ganador.
El líder del tour es el que hasta ese momento ha tenido el tiempo acumulado más bajo en las etapas, habiendo sumado y restado cualquier bonificación o penalización de tiempo. Es por lo tanto posible, aunque improbable, que el ganador final consiga el primer puesto sólo hasta la última etapa, sin haber portado el maillot amarillo hasta que se lo conceden en el podio final. De hecho, esto ha pasado en dos Tours: las ediciones de 1947 (Jean Robic) y 1968 (Jan Janssen). Greg LeMond casi duplicó ésta hazaña en el último Tour que ganó en 1990, en el que portó el maillot amarillo durante todo el Tour hasta el penúltimo día, recuperándolo de nuevo el último.

## Maillot de mejor escalador

Este jersey es el ofrecido al montañista que lidera la clasificación de la montaña. Al ganador se le conoce como el "rey de la montaña".

### Historia
En 1933, la clasificación del rey de las montañas fue aplicada por primera vez. Su ganador fue Vicente Trueba, que alcanzó la cima de la mayoría de las montañas en primer lugar. Sin embargo, Trueba no era muy bueno descendiéndolas, por lo que no ganó ningún otro título que no fuera el de alcanzar la mayoría de las cimas de montañas antes que el resto de ciclistas.
En esas primeras ediciones había que acabar entre los primeros de la general para conseguir ese maillot.
El director del Tour de Francia, Desgrange, decidió que los ciclistas deberían recibir una bonificación por alcanzar en primer lugar las cimas. A partir de 1934, se le adjudicaba un tiempo extra al primer ciclista en alcanzar la cima. Estos tiempos extra fueron más tarde abolidos, pero la distinción de "rey de la montaña" siguió vigente.
A pesar de que el primer mejor montañista fue reconocido en 1933, el jersey no fue introducido hasta 1975. Los colores fueron decididos por su espónsor, Poulain Chocolate. Posteriormente, desde 1993 hasta 2008, su espónsor fue los Supermercados Champion, del 2009 al 2018 fue del grupo de hipermercados Carrefour y en la actualidad pertecenece al grupo de E.Leclerc. Además, los colores del jersey también han sido adoptados a otras vueltas ciclistas, como el Tour de Gran Bretaña o el Circuito Montañés.

### Situación actual
En la cima de cada montaña en el Tour, existen puntos para los ciclistas que lleguen primero. Las montañas están divididas en categorías que van desde 1 (más difícil) al 4 (menos difícil), basadas en su dificultad, medidas en función de su inclinación y longitud. Una quinta categoría conforma esas montañas aún más difíciles de las de dificultad 1. Esta quinta categoría se denomina "Hors categorie". En español se traduciría como "fuera de categoría", pero se suele conocer también como "Categoría especial"
En el 2004, este sistema de puntos fue cambiado de tal forma que el primer ciclista en alcanzar la cima en la categoría 4 recibía 3 puntos, mientras que el primero en completar la quinta categoría obtenía 20 puntos. Los tres primeros que lleguen a la categoría 4 son obsequiados por puntos, mientras que los 10 primeros en llegar a la cima de una montaña de la quinta categoría obtienen puntos. Comenzando en el 2004, los puntos recibidos en la última cima de cada etapa son doblados si esa montaña es calificada al menos como categoría 2.
Categoría 4 (menos difícil) - 3 - 2 (puntos doblados en la última cima de cada etapa) - 1 (más difícil) - categoría especial (montañas calificada como las más difíciles).

### Distribución de los puntos
Los puntos que se atribuyen son distribuidos de esta forma:
- Tradicionalmente:
  - Categoría especial (Hors categorie): 20, 18, 16, 14, 12, 10, 8, 7, 6 y 5 puntos respectivamente desde el primer hasta el décimo ciclista en ascender el puerto
  - Primera categoría: 15, 13, 11, 9, 8, 7, 6 y 5 puntos respectivamente desde el primer hasta el octavo ciclista en ascender el puerto.
  - Segunda categoría: 10, 9, 8, 7, 6 y 5 puntos respectivamente desde el primer hasta el sexto ciclista en ascender el puerto.
  - Tercera categoría: 4, 3, 2 y 1 punto respectivamente desde el primer hasta el cuarto ciclista en ascender la cota puntuable.
  - Cuarta categoría: 3, 2 y 1 punto respectivamente desde el primer hasta el tercer ciclista en ascender la cota puntuable.
- En el Tour de Francia 2011 (actualmente):[1]
  - Categoría especial (Hors categorie): 20, 16, 12, 8, 4 y 2 puntos respectivamente desde el primer hasta el sexto ciclista en ascender el puerto.
  - Primera categoría: 10, 8, 6, 4, 2 y 1 puntos respectivamente desde el primer hasta el sexto ciclista en ascender el puerto.
  - Segunda categoría: 5, 3, 2 y 1 puntos respectivamente desde el primer hasta el cuarto ciclista en ascender el puerto.
  - Tercera categoría: 2 y 1 punto respectivamente desde el primer hasta el segundo ciclista en ascender la cota puntuable.
  - Cuarta categoría: 1 punto para el primero en ascender la cota puntuable.

Desde el 2004 los puntos de la última cima de la etapa son doblados pero solamente para las tres categorías de montañas más difíciles (finales en alto en puertos catalogados de especial y primera).
Si dos ciclistas están empatados en puntos, el ganador que llegó más veces primero la categoría más difícil se declara ganador. Si los ciclistas llegaron primero igual número de veces, los primeros lugares de la categoría 1 se comparan. Si de nuevo vuelven a tener el mismo número de veces que llegaron a la cima, la organización mira a los resultados de la categoría 2, 3 y 4, hasta que se decida al ganador. Si el número de llegadas a cimas en todas las categorías son iguales para ambos ciclistas, el que vaya en la posición más alta de la competición por el maillot amarillo recibe el jersey de las montañas.

## Maillot verde
El maillot verde es el jersey que se le adjudica al ganador de la clasificación por puntos. Fue introducido en el año 1953 para complementar el maillot amarillo, adjudicado al ganador por tiempo. Además de en el Tour de Francia, este jersey verde se le adjudica a ganadores de puntos en otras vueltas ciclistas. 

### Historia
En los primeros años, el ciclista recibía puntos de castigo por no terminar en los primeros puestos, por lo que el ciclista con menos puntos de castigo recibía el maillot verde. Desde 1959, el sistema cambió otorgando puntos por los primeros puestos y dando menos puntos mientras más baja fuera su llegada a meta, por lo que el ciclista con más puntos ganaba el jersey verde.

### Obtención y distribución de los puntos
Mientras que el maillot amarillo es otorgado al ciclista con el menor tiempo acumulado en todas las etapas, el maillot verde representa los puntos obtenidos por primeros puestos en cada etapa. Normalmente se argumenta que es el premio al mejor velocista, ya que, a diferencia de la mayoría de carreras en las que todas las etapas tienen igual puntuación, en el Tour las etapas llanas, en la que los esprínteres tienen mayores posibilidades de victoria, tienen mayor puntuación que las etapas de media-montaña y alta montaña.
Los puntos que se otorgan son distribuidos de esta forma:
- Tradicionalmente:
  - Etapas llanas: 35, 30, 26, 24, 22, 20, 19, 18, 17, 16, 15, 14, 13, 12, 11, 10, 9, 8, 7, 6, 5, 4, 3, 2 y 1 punto respectivamente desde el primer hasta el vigesimoquinto ciclista en llegar a la línea de meta.
  - Etapas de media montaña: 25, 22, 20, 18, 16, 15, 14, 13, 12, 11, 10, 9, 8, 7, 6, 5, 4, 3, 2 y 1 punto respectivamente desde el primer hasta el vigésimo ciclista en llegar a la línea de meta.
  - Etapas de montaña: 20, 17, 15, 13, 12, 10, 9, 8, 7, 6, 5, 4, 3, 2 y 1 punto respectivamente desde el primer hasta el decimoquinto ciclista en llegar a la línea de meta.
  - Contrarrelojes individuales: 15, 12, 10, 8, 6, 5, 4, 3, 2 y 1 punto respectivamente desde el primer hasta el décimo ciclista en llegar a la línea de meta.
  - Sprints intermedios (3 en etapas llanas y 2 en etapas de media-montaña y montaña): 6, 4 y 2 puntos respectivamente desde el primer hasta el tercer ciclista en pasar por el sprint.
  - Contrarrelojes por equipos: no se otorga puntuación.
- Desde el Tour de Francia 2011 (actualmente):[1]
  - Etapas llanas (hasta el año 2014): 45, 35, 30, 26, 22, 20, 18, 16, 15, 14, 12, 10, 8, 6, 4 y 2 puntos respectivamente desde el primer hasta el decimoquinto ciclista en llegar a la línea de meta.
  - Etapas llanas (desde el año 2015): 50, 30, 20, 18, 16, 14, 12, 10, 8, 7, 6, 5, 4, 3 y 2 puntos respectivamente desde el primer hasta el decimoquinto ciclista en llegar a la línea de meta.
  - Etapas de media montaña: 30, 25, 22, 19, 17, 15, 13, 11, 9, 7, 6, 5, 4, 3 y 2 puntos respectivamente desde el primer hasta el decimoquinto ciclista en llegar a la línea de meta.
  - Etapas de montaña y contrarrelojes individuales: 20, 17, 15, 13, 12, 10, 9, 8, 7, 6, 5, 4, 3, 2 y 1 punto respectivamente desde el primer hasta el decimoquinto ciclista en llegar a la línea de meta.
  - Sprints intermedios (1 por etapa): 20, 17, 15, 13, 11, 10, 9, 8, 7, 6, 5, 4, 3, 2 y 1 punto respectivamente desde el primer hasta el decimoquinto ciclista en pasar por el sprint.
  - Contrarrelojes por equipos: no se otorga puntuación.

### Patrocinadores
El color verde fue elegido porque el patrocinador era una empresa de cortacésped, aunque en 1968, debido a su nuevo patrocinador, fue cambiado a rojo, cambiado posteriormente al verde actual. Desde 1991 su patrocinador fue PMU, la empresa de apuestas nacional francesa. Actualmente su patrocinador es la marca automovilística Škoda.

## Maillot blanco

El Maillot blanco (del francés jersey blanco) es el jersey que se le da al joven mejor clasificado del Tour de Francia. El ganador de este jersey debe ser menor de 26 años el 1 de enero del año del Tour en cuestión, es decir, limitada para corredores con 25 años como máximo, incluyendo también a los que cumplan 26 años el año del Tour en cuestión. El portador del jersey se determina mirando la clasificación del maillot amarillo, y eliminando los ciclistas que hayan nacido después de la fecha límite.

### Historia
Antes de 1975 (desde el 1968), el premio del maillot blanco se otorgaba al ganador de la clasificación de la Combinada (realizada a partir del puesto en la clasificación general, la montaña y de la regularidad). En 1975 se cambió por el de "Mejor corredor joven" (menor de 26 años, es decir, 25 como máximo), y se calculaba usando los rankings del maillot amarillo. Entre 1983 y 1986 sólo podían optar al maillot los ciclistas que participaran por vez primera en el Tour, pero al año siguiente volvió a prevalecer el tema de la edad. Después de 1987 el maillot desapareció como premio, pero se siguió calculando la clasificación, hasta el año 2000, en el que volvió. Desde 1997 el premio se llama oficialmente 'Souvenir Fabio Casartelli', en homenaje al ciclista fallecido.
La clasificación de la combinada (ya sin el maillot blanco) en 1980 se volvió a introducir hasta que en 1982 volvió a desaparecer, de nuevo en 1985 volvió a usarse pero en 1989 se quitó definitivamente.
La empresa automovilística Škoda patrocina el maillot blanco desde 2003, tomando el relevo a FIAT. Desde que se estableció el premio, lo han ganado 40 ciclistas diferentes, de los cuales 6 ganaron también el maillot amarillo.

## Premio de la combatividad

El premio a la combatividad se ofrece a los ciclistas que constantemente luchan por su posición, ya sea escapándose del pelotón o bajar las etapas de montañas a gran velocidad, por ejemplo.
El primero se otorgó a Gérard Saint en 1959, pero no fue oficialmente ofrecido cada año hasta 1979. Bernard Hinault, Eddy Merckx y Richard Virenque poseen 3 de estos premios cada uno.
El sistema para otorgar este premio ha ido cambiando a lo largo de los años. Históricamente, los ciclistas acumulaban puntos, pero el sistema actual se realiza dando un jurado el premio individual en cada etapa, excepto en las contrarreloj, para que posteriormente entre todos los ganadores al más combativo de cada etapa decida el jurado el ganador final teniendo que acabar el Tour para obtener este premio. 
No existe un jersey oficial para cada ciclista más combativo. En cambio, se marca con un número blanco sobre rojo en vez del usual negro sobre blanco al corredor más combativo de la etapa anterior. Este premio está patrocinado por Brandt.
Ganadores del premio en las últimas ediciones: Richard Virenque (2004), Óscar Pereiro (2005), David de la Fuente (2006), Amets Txurruka (2007), Sylvain Chavanel (2008), Franco Pellizotti (2009), Sylvain Chavanel (2010), Jérémy Roy (2011), Chris Anker Sørensen (2012), Christophe Riblon (2013), Alessandro De Marchi (2014), Romain Bardet (2015), Peter Sagan (2016), Warren Barguil (2017), Daniel Martin (2018), Julian Alaphilippe (2019), Marc Hirschi (2020), Franck Bonnamour (2021), Wout van Aert (2022), Victor Campenaerts (2023), Richard Carapaz (2024).

## Clasificación por equipos
Por esta clasificación no se otorga maillot, aunque desde 2006 los dorsales del equipo líder son marcados con un fondo amarillo para distinguir tal circunstancia del liderato en la clasificación. Además del dorsal distintivo, a partir de 2012 se instauró que los corredores del equipo también usen casco amarillo.

## Maillot rojo
El maillot rojo se le otorgaba al ganador de la clasificación de etapas de colinas o intermedias. La competición se realizó por primera vez en 1971, pero el jersey sólo fue otorgado en 1984. Debido a que las etapas llanas también contaban en la clasificación por puntos para obtener el maillot verde, el jersey rojo fue considerado repetitivo y por lo tanto anulado desde 1989.